# Myolepta auricaudata
Myolepta auricaudata är en tvåvingeart som först beskrevs av Samuel Wendell Williston  1891.  Myolepta auricaudata ingår i släktet parkblomflugor, och familjen blomflugor. Inga underarter finns listade i Catalogue of Life.